# مقاطعة ريغان
مقاطعة ريغان(بالفارسية: شهرستان ریگان) هي مقاطعة في محافظة كرمان في إيران. عاصمة المقاطعة هي محمد أباد. انفصلت هذه المقاطعة عن مقاطعة بم في عام 2009. في تعداد عام 2006م، بلغ عدد سكان المقاطعة  53,059 نسمة في 11,380 عائلة. تنقسم المقاطعة إلى ناحيتين: الناحية المركزية وناحية غنبكي. وفيها مدينتين: محمد أباد (ريغان) ومحمد أباد غنبكي.